# لوئیس وی. بوگی
لوئیس وی. بوگی (به انگلیسی: Lewis V. Bogy) سناتور سابق عضو حزب دموکرات ایالات متحده آمریکا بود. وی در سال ۱۸۷۳ تا ۱۸۷۷ میلادی سناتور ایالت میزوری در سنای ایالات متحده آمریکا بود.